# Bawdsey
Bawdsey är en by och en civil parish i distriktet East Suffolk i Suffolk i England. Orten har 319 invånare (2001).